# Farbocht
Farbocht był kolejnym, po Ma'nie, biskupem Seleucji-Ktezyfonu. Przysługiwał mu również tytuł Wielkiego Metropolity. Jego pontyfikat zaczął się po wymuszonej rezygnacji poprzednika. Został konsekrowany w 421 roku i urząd biskupi pełnił przez rok. Podobnie jak jego poprzednicy jest uznawany przez kościoły wywodzące się z Kościoła Wschodu, za jednego z tradycyjnych Patriarchów Wschodu.

## Życie
Fragment Kroniki Bar Hebraeusa:

Po Mar Ma'na, Marabocht. Imię jego jest imieniem perskim. Człowiek ten po wygnaniu Ma'na przekupił króla Bahrama, syna króla Jezdegerda i zmusił biskupów do wybrania go Wielkim Metropolitą, grożąc im użyciem siły. Biskupi niechętni Marabochtowi, zaczęli szukać poparcia wśród wpływowych dworzan i w krótkim czasie zmusili go do ustąpienia. Został obłożony klątwą.

Nieco pełniejszy obraz pontyfikatu Farbochta daje opis z Historii Kościelnej Mariego:

Farbocht był biskupem z Kazrun. Po śmierci Mar Ma'na postanowił zostać jego następcą. W tym celu szukał pomocy dowódcy gwardii Bahrama, dając mu olbrzymie sumy pieniędzy i obiecując bycie posłusznym wobec magów; w tym samym czasie zaczął naciskać na wiernych i duchownych aby dali mu prymat w kościele. Cieszył się nim jednak krótki czas, gdyż ojcom i biskupom udało się wpłynąć na wysoko postawionych przyjaciół króla, którzy namówili go do złożenia Farbochta z urzędu. I tak oto kościół został uratowany przed jego niegodziwością a jego imię zostało wymazane z Księgi Żywych i Umarłych.